# Kościół św. Katarzyny Aleksandryjskiej w Koluszkach
Kościół świętej Katarzyny Aleksandryjskiej w Koluszkach – rzymskokatolicki kościół parafialny należący do parafii pod tym samym wezwaniem (dekanat koluszkowski archidiecezji łódzkiej).
Budowa świątyni została rozpoczęta w 1997 roku. Kościół został zaprojektowany w stylu romańskim, na planie krzyża, trójnawowy z dwiema bocznymi kaplicami i wieżą. Zakrystia i pomieszczenia gospodarcze zostały zaprojektowane wokół prezbiterium. Ostatecznie nie został zrealizowany pierwotny projekt. Nowy projekt autorstwa architektów: Marka Kłopockiego, Mariana Kamińskiego i Bogusława Skorupskiego powstał w 2017 roku. Dopiero ten projekt jest podstawą do dokończenia świątyni. Ołtarz główny i posadzka zostały wykonane z granitu. W prezbiterium zostały wykonane witraże z wizerunkami 4 ewangelistów. Dwie nawy boczne noszą nazwy Miłosierdzia Bożego i Matki Boskiej Częstochowskiej. Witraże w nawach bocznych przedstawiają wydarzenia zaczerpnięte z tajemnic różańca świętego. We wnękach naw bocznych są umieszczone figury patronki parafii św. Katarzyny Aleksandryjskiej i Najświętszego Serca Pana Jezusa. Ściana główna prezbiterium jest ozdobiona Krzyżem Jezusa Chrystusa, z kolei tabernakulum ozdabiają motywy krzewu winnego. Nad tabernakulum jest powieszony obraz Matki Boskiej Nieustającej Pomocy.